# El vecindario
El vecindario  es el sexto álbum de estudio de Macaco, producido y publicado en 2010.
Fue producido por Macaco y la mayoría de los temas fueron escritos por él mismo.
Con motivo del disco, Macaco realizó una gira de presentación.

## Lista de canciones
El álbum apareció en tres formatos, el estándar en CD Jewel case y la edición especial en doble CD+DVD Digipack y por último en formato digital del CD. Desde el 23 de noviembre de 2010 está disponible como descarga digital desde Internet y en diversas plataformas de servicio de Reproducción a tiempo real (Streaming en inglés).

### Edición estándar
Todas las canciones escritas y compuestas por Dani Macaco, excepto en donde se indica. 
| Disco 1 en CD |                                                           |                                                   |          |  |
| N.º           | Título                                                    | Escritor(es)                                      | Duración |  |
| 1.            | «One Step – Inédita» (con Youssou N'Dour y Oumou Sangaré) |                                                   | 2:55     |  |
| 2.            | «Seguiremos» (con Manolo García)                          |                                                   | 3:21     |  |
| 3.            | «Con la mano levantá» (con Estopa)                        |                                                   | 3:23     |  |
| 4.            | «Sideral» (con Fidel Nadal)                               | Dani Macaco y Jules Bikokó                        | 3:31     |  |
| 5.            | «Puerto Presente» (con Fito Cabrales)                     |                                                   | 3:30     |  |
| 6.            | «Delaveraveraboom» (con Bebe)                             |                                                   | 3:58     |  |
| 7.            | «Monkey Man» (con Michael Franti)                         |                                                   | 4:49     |  |
| 8.            | «Moving» (con Seu Jorge)                                  |                                                   | 3:18     |  |
| 9.            | «Mundo roto» (con Ximena Sariñana)                        |                                                   | 4:06     |  |
| 10.           | «Giratutto» (con Jorge Drexler)                           | Dani Macaco y Jules Bikokó                        | 4:03     |  |
| 11.           | «S.O.S.» (con Brett Dennen)                               |                                                   | 3:52     |  |
| 12.           | «Todos» (con Marcelo D2)                                  | Dani Macaco , "Ojo Podrido" Tato y Paul de Swardt | 4:02     |  |

### Edición especial endigipack
Todas las canciones escritas y compuestas por Dani Macaco, excepto en donde se indica. 
| Disco 1 en CD |                                                           |                                                                             |          |  |
| N.º           | Título                                                    | Escritor(es)                                                                | Duración |  |
| 1.            | «One Step – Inédita» (con Youssou N'Dour / Oumou Sangaré) |                                                                             | 2:55     |  |
| 2.            | «Seguiremos» (con Manolo García)                          |                                                                             | 3:21     |  |
| 3.            | «Mundo roto» (con Ximena Sariñana)                        |                                                                             | 4:06     |  |
| 4.            | «Monkey Man» (con Michael Franti)                         |                                                                             | 4:49     |  |
| 5.            | «Delaveraverabom» (con Bebe)                              |                                                                             | 3:58     |  |
| 6.            | «Puerto Presente» (con Fito Cabrales)                     |                                                                             | 3:30     |  |
| 7.            | «Somos Luz» (con La Mari de Chambao)                      | Dani Macaco, Jules Bikokó, Roger Rodés y Aurora "La Mari" Rodríguez Carnero | 3:23     |  |
| 8.            | «Sideral» (con Fidel Nadal)                               | Dani Macaco y Jules Bikokó                                                  | 3:31     |  |
| 9.            | «Giratutto» (con Jorge Drexler)                           | Dani Macaco y Jules Bikokó                                                  | 4:03     |  |
| 10.           | «Todos» (con Marcelo D2)                                  | Dani Macaco, "Ojo Podrido" Tato y Paul de Swardt                            | 4:02     |  |

| Disco 2 en CD |                                                |                                                                    |          |  |
| N.º           | Título                                         | Escritor(es)                                                       | Duración |  |
| 1.            | «Con la mano levantá» (con Estopa)             |                                                                    | 3:23     |  |
| 2.            | «S.O.S.» (con Brett Dennen)                    |                                                                    | 3:52     |  |
| 3.            | «Mensajes del Agua» (con Aterciopelados)       |                                                                    | 4:13     |  |
| 4.            | «Brazil 3000» (con Benegão y Nação Zumbi)      | Dani Macaco y Benegão                                              | 3:27     |  |
| 5.            | «Amor Marinero» (con Rosario Flores)           |                                                                    | 3:57     |  |
| 6.            | «Tengo» (con La Shica)                         |                                                                    | 3:46     |  |
| 7.            | «Moving» (con Seu Jorge)                       |                                                                    | 3:18     |  |
| 8.            | «Mama Tierra» (con Natalia Lafourcade)         | Dani Macaco, Jules Bikokó, Roger Rodés y Paul de Swardt            | 4:26     |  |
| 9.            | «Crece la Voz» (con Muchachito Bombo Infierno) | Dani Macaco, Jules Bikokó, Roger Rodés y Muchachito Bombo Infierno | 3:50     |  |
| 10.           | «La Fragua del Tiempo»                         |                                                                    | 3:32     |  |

| Bonus Track en Opendisc |                       |          |  |
| N.º                     | Título                | Duración |  |
| 11.                     | «La Línea del Centro» | 2:56     |  |

| Disco 3 en DVD |                                            |          |  |
| N.º            | Título                                     | Duración |  |
| 1.             | «Documental "El Vecindario"»               | 0:00     |  |
| 2.             | «One Step» (Videoclip)                     | 4:31     |  |
| 3.             | «Mundo Roto» (Videoclip)                   | 5:02     |  |
| 4.             | «Mensajes del Agua» (Videoclip)            | 5:00     |  |
| 5.             | «Tengo» (Videoclip)                        | 4:08     |  |
| 6.             | «La Mano Levantá (Con Estopa)» (Videoclip) | 3:46     |  |